# امنیت عاطفی
امنیت عاطفی یا امنیت هیجانی (به انگلیسی: Emotional security) معیاری برای سنجش ثبات وضعیت عاطفی هر فرد است. ناامنی عاطفی یا صرفاً ناامنی، احساس ناراحتی یا عصبی بودن عمومی است که ممکن است با درک خود به نوعی آسیب‌پذیر یا عقده حقارت، یا احساس آسیب‌پذیری یا بی‌ثباتی که خودانگاره یا نفس او را تهدید می‌کند، ایجاد شود.
ناامنی ممکن است به ایجاد کمرویی، پارانویا و کناره‌گیری اجتماعی کمک کند، یا در برخی موارد ممکن است رفتارهای جبرانی مانند تکبر، پرخاشگری یا قلدری را تشویق کند.